# Garab
Garab – miasto w Iranie, w ostanie Lorestan. W 2016 roku liczyło 3295 mieszkańców.